# Az Amerikai Egyesült Államok egészségügyi minisztereinek listája
Az Amerikai Egyesült Államok egészségügyi minisztere az Egyesült Államok Egészségügyi és Szociális Minisztériumának vezetője és az Egyesült Államok elnökének első számú egészségügyi tanácsadója. Az Egyesült Államok kabinetjének tagja. A minisztérium korábbi neve Egészségügyi, oktatási és jóléti Minisztérium volt, mielőtt 1980-ban felvette volna mai nevét és átadták volna oktatási felelősségeit az Oktatási Minisztériumnak.
Robert F. Kennedy Jr. a jelenlegi miniszter 2025 februárja óta.

## Egészségügyi miniszterek
| #                                          | Portrait                                   | Portrait                                   | Portrait                                   | Állam                                      | Hivatali idő kezdete                       | Hivatali idő vége                          | Elnök                                      | Elnök                                      |
| #                                          | Portré                                     | Név                                        | Párt                                       | Állam                                      | Hivatali idő kezdete                       | Hivatali idő vége                          | Párt                                       | Név                                        |
| Egészségügyi, oktatási és jóléti miniszter | Egészségügyi, oktatási és jóléti miniszter | Egészségügyi, oktatási és jóléti miniszter | Egészségügyi, oktatási és jóléti miniszter | Egészségügyi, oktatási és jóléti miniszter | Egészségügyi, oktatási és jóléti miniszter | Egészségügyi, oktatási és jóléti miniszter | Egészségügyi, oktatási és jóléti miniszter | Egészségügyi, oktatási és jóléti miniszter |
| ------------------------------------------ | ------------------------------------------ | ------------------------------------------ | ------------------------------------------ | ------------------------------------------ | ------------------------------------------ | ------------------------------------------ | ------------------------------------------ | ------------------------------------------ |
| 1                                          |                                            | Oveta Culp Hobby                           |                                            | Texas                                      | 1953. április 11.                          | 1955. július 31.                           |                                            | Dwight D. Eisenhower                       |
| 2                                          |                                            | Marion B. Folsom                           |                                            | New York                                   | 1955. augusztus 2.                         | 1958. július 31.                           |                                            | Dwight D. Eisenhower                       |
| 3                                          |                                            | Arthur S. Flemming                         |                                            | Ohio                                       | 1958. augusztus 1.                         | 1961. január 19.                           |                                            | Dwight D. Eisenhower                       |
| 4                                          |                                            | Abraham A. Ribicoff                        |                                            | Connecticut                                | 1961. január 21.                           | 1962. július 13.                           |                                            | John F. Kennedy                            |
| 5                                          |                                            | Anthony J. Celebrezze                      |                                            | Ohio                                       | 1962. július 31.                           | 1965. augusztus 17.                        |                                            | John F. Kennedy                            |
| 5                                          | Lyndon B. Johnson                          | Anthony J. Celebrezze                      |                                            | Ohio                                       | 1962. július 31.                           | 1965. augusztus 17.                        |                                            |                                            |
| 6                                          |                                            | John W. Gardner                            |                                            | Kalifornia                                 | 1965. augusztus 18.                        | 1968. március 1.                           |                                            |                                            |
| 7                                          |                                            | Wilbur J. Cohen                            |                                            | Michigan                                   | 1968. május 16.                            | 1969. január 20.                           |                                            |                                            |
| 8                                          |                                            | Robert H. Finch                            |                                            | Kalifornia                                 | 1969. január 21.                           | 1970. június 23.                           |                                            | Richard Nixon                              |
| 9                                          |                                            | Elliot L. Richardson                       |                                            | Massachusetts                              | 1970. június 24.                           | 1973. január 29.                           |                                            | Richard Nixon                              |
| 10                                         |                                            | Caspar Weinberger                          |                                            | Kalifornia                                 | 1973. február 12.                          | 1975. augusztus 8.                         |                                            | Richard Nixon                              |
| 10                                         | Gerald Ford                                | Caspar Weinberger                          |                                            | Kalifornia                                 | 1973. február 12.                          | 1975. augusztus 8.                         |                                            |                                            |
| 11                                         |                                            | F. David Mathews                           | FÜGG                                       | Alabama                                    | 1975. augusztus 8.                         | 1977. január 20.                           |                                            |                                            |
| 12                                         |                                            | Joseph A. Califano Jr.                     |                                            | District of Columbia                       | 1977. január 25.                           | 1979. augusztus 3.                         |                                            | Jimmy Carter                               |
| 13                                         |                                            | Patricia Roberts Harris                    |                                            | District of Columbia                       | 1979. augusztus 3.                         | 1980. május 4.                             |                                            | Jimmy Carter                               |
| Egészségügyi és szociális miniszter        |                                            |                                            |                                            |                                            |                                            |                                            |                                            |                                            |
| 13                                         |                                            | Patricia Roberts Harris                    |                                            | District of Columbia                       | 1980. május 4.                             | 1981. január 20.                           |                                            | Jimmy Carter                               |
| 14                                         |                                            | Richard S. Schweiker                       |                                            | Pennsylvania                               | 1981. január 22.                           | 1983. február 3.                           |                                            | Ronald Reagan                              |
| 15                                         |                                            | Margaret M. Heckler                        |                                            | Massachusetts                              | 1983. március 9.                           | 1985. december 13.                         |                                            | Ronald Reagan                              |
| 16                                         |                                            | Otis R. Bowen                              |                                            | Indiana                                    | 1985. december 13.                         | 1989. március 1.                           |                                            | Ronald Reagan                              |
| 17                                         |                                            | Louis Wade Sullivan                        |                                            | Georgia                                    | 1989. március 1.                           | 1993. január 20.                           |                                            | George H. W. Bush                          |
| 18                                         |                                            | Donna Shalala                              |                                            | Wisconsin                                  | 1993. január 22.                           | 2001. január 20.                           |                                            | Bill Clinton                               |
| 19                                         |                                            | Tommy G. Thompson                          |                                            | Wisconsin                                  | 2001. február 2.                           | 2005. január 26.                           |                                            | George W. Bush                             |
| 20                                         |                                            | Michael O. Leavitt                         |                                            | Utah                                       | 2005. január 26.                           | 2009. január 20.                           |                                            | George W. Bush                             |
| –                                          |                                            | Charles E. Johnson (megbízott)             |                                            | Utah                                       | 2009. január 20.                           | 2009. április 28.                          |                                            | Barack Obama                               |
| 21                                         |                                            | Kathleen Sebelius                          |                                            | Kansas                                     | 2009. április 28.                          | 2014. június 9.                            |                                            | Barack Obama                               |
| 22                                         |                                            | Sylvia Mathews Burwell                     |                                            | Nyugat-Virginia                            | 2014. június 9.                            | 2017. január 20.                           |                                            | Barack Obama                               |
| –                                          |                                            | Norris Cochran (megbízott)                 |                                            | Florida                                    | 2017. január 20.                           | 2017. február 10.                          |                                            | Donald Trump                               |
| 23                                         |                                            | Tom Price                                  |                                            | Georgia                                    | 2017. február 10.                          | 2017. szeptember 29.                       |                                            | Donald Trump                               |
| –                                          |                                            | Don J. Wright (megbízott)                  |                                            | Virginia                                   | 2017. szeptember 29.                       | 2017. október 10.                          |                                            | Donald Trump                               |
| –                                          |                                            | Eric Hargan (megbízott)                    |                                            | Illinois                                   | 2017. október 10.                          | 2018. január 29.                           |                                            | Donald Trump                               |
| 24                                         |                                            | Alex Azar                                  |                                            | Indiana                                    | 2018. január 29.                           | 2021. január 20.                           |                                            | Donald Trump                               |
| –                                          |                                            | Norris Cochran (megbízott)                 |                                            | Florida                                    | 2021. január 20.                           | 2021. március 19.                          |                                            | Joe Biden                                  |
| 25                                         |                                            | Xavier Becerra                             |                                            | Kalifornia                                 | 2021. március 19.                          | 2025. január 20.                           |                                            | Joe Biden                                  |
| –                                          |                                            | Dorothy Fink (megbízott)                   |                                            |                                            | 2025. január 20.                           | 2025. február 13.                          |                                            | Donald Trump                               |
| 26                                         |                                            | Robert F. Kennedy Jr.                      | FÜGG                                       | District of Columbia                       | 2025. február 13.                          | hivatalban                                 |                                            | Donald Trump                               |

## Utódlási sorrend
Az Egészségügyi Minisztérium utódlási sorrendje:
1. Helyettes egészségügyi és szociális miniszter
2. Az Egészségügyi Minisztérium Jogtanácsosa
3. Adminisztráció helyettes minisztere
4. Tervezés i és értékelési helyettes miniszter
5. Medicare és Medicaid szolgáltatási központok adminisztrátora
6. Étel és gyógyszerügyi biztos
7. Nemzeti Egészségügyi Intézetek igazgatója
8. Gyermek és családügyi helyettes miniszter
9. Más helyettes miniszterek (beiktatás sorrendje szerint)
  1. Egészségügyi helyettes miniszter
  2. Készültségi helyettes miniszter
  3. Törvényügyi helyettes miniszter
  4. Közügyi helyettes miniszter
  5. Pénzügyi források helyettes minisztere
  6. Öregedési helyettes miniszter
10. Betegségellenőrzési és megelőzési központok igazgatója
11. Négyes régió igazgatója (Atlanta, Georgia)